# Florence (Kansas)
Florence – miasto w Stanach Zjednoczonych, w stanie Kansas, w hrabstwie Marion.